# Néstor Vidrio
Néstor Vicente Vidrio Serrano (ur. 22 marca 1989 w Guadalajarze) – meksykański piłkarz występujący na pozycji środkowego obrońcy, od 2024 roku zawodnik Venados.

## Kariera klubowa
Vidrio pochodzi z Guadalajary i jest wychowankiem akademii juniorskiej tamtejszego zespołu Club Atlas. Do pierwszej drużyny został włączony jako osiemnastolatek przez argentyńskiego szkoleniowca Miguela Ángela Brindisiego i w meksykańskiej Primera División zadebiutował 9 lutego 2008 w przegranych 0:2 derbach miasta z Chivas. Od razu, mimo młodego wieku, wywalczył sobie pewne miejsce na środku obrony, szczególnie dobre występy notując wówczas w rozgrywkach Copa Libertadores, gdzie pomógł swojej ekipie dotrzeć do ćwierćfinału. Na arenie krajowej został natomiast wybrany przez Meksykański Związek Piłki Nożnej odkryciem ligi meksykańskiej w swoim premierowym sezonie Clausura 2008. Premierowego gola w najwyższej klasie rozgrywkowej strzelił natomiast 31 lipca 2010 w przegranej 1:2 konfrontacji z Querétaro. Ogółem w Atlasie spędził cztery lata, a w styczniu 2012 odszedł do ekipy CF Pachuca; tam występował bez większych sukcesów, przez pierwszy rok jako podstawowy stoper, lecz na ostatnie sześć miesięcy stracił miejsce w składzie na rzecz Miguela Herrery.
Latem 2013 Vidrio przeszedł do klubu Chivas de Guadalajara, gdzie od razu został kluczowym punktem defensywy; dzięki udanym występom już po niecałym roku oferty transferowe złożyły za niego francuskie FC Lorient i portugalski Sporting CP, jednak ostatecznie do przenosin nie doszło. W wiosennym sezonie Clausura 2015 dotarł do finału krajowego pucharu – Copa MX, jednak w międzyczasie stracił pewne miejsce w składzie, konkurując z graczami takimi jak Jair Pereira czy Carlos Salcedo. Bezpośrednio po tym udał się na wypożyczenie do beniaminka najwyższej klasy rozgrywkowej – ekipy Dorados de Sinaloa z miasta Culiacán.
| Sezon     | Klub                  | Kraj   | Rozgrywki | Mecze | Bramki |
| --------- | --------------------- | ------ | --------- | ----- | ------ |
| 2007/2008 | Club Atlas            | Meksyk | Liga MX   | 15    | 0      |
| 2008/2009 | Club Atlas            | Meksyk | Liga MX   | 22    | 0      |
| 2009/2010 | Club Atlas            | Meksyk | Liga MX   | 21    | 0      |
| 2010/2011 | Club Atlas            | Meksyk | Liga MX   | 15    | 1      |
| 2011/2012 | Club Atlas            | Meksyk | Liga MX   | 11    | 0      |
| 2011/2012 | CF Pachuca            | Meksyk | Liga MX   | 14    | 1      |
| 2012/2013 | CF Pachuca            | Meksyk | Liga MX   | 16    | 0      |
| 2013/2014 | Chivas de Guadalajara | Meksyk | Liga MX   | 29    | 0      |
| 2014/2015 | Chivas de Guadalajara | Meksyk | Liga MX   | 26    | 2      |
| 2015/2016 | Dorados de Sinaloa    | Meksyk | Liga MX   |       |        |

## Kariera reprezentacyjna
W 2009 roku Vidrio został powołany przez szkoleniowca Juana Carlosa Cháveza do reprezentacji Meksyku U-20 na Mistrzostwa Ameryki Północnej U-20. Tam był podstawowym piłkarzem swojej drużyny i wystąpił we wszystkich trzech spotkaniach w pełnym wymiarze czasowym, ani razu nie wpisując się na listę strzelców, a jego kadra zanotowała wówczas bilans remisu i dwóch porażek, wobec czego zajęła ostatnie, czwarte miejsce w grupie i nie zdołała zakwalifikować się na Mistrzostwa Świata U-20 w Egipcie.
W 2011 roku Vidrio znalazł się w ogłoszonym przez Luisa Fernando Tenę składzie rezerwowej reprezentacji złożonej głównie z zawodników z rocznika '89, mającej pod szyldem dorosłej kadry wziąć udział w turnieju Copa América. Zaledwie kilka dni przed rozpoczęciem rozgrywek razem z siedmioma innymi zawodnikami złamał jednak wewnętrzne zasady drużyny, wskutek czego został wydalony z zespołu, zawieszony w prawach reprezentanta na pół roku, a ponadto ukarany grzywną przez Meksykański Związek Piłki Nożnej. W maju 2012, już po odbyciu dyskwalifikacji, w barwach reprezentacji Meksyku U-23 prowadzonej przez Tenę wziął udział w prestiżowym towarzyskim Turnieju w Tulonie, podczas którego miał pewne miejsce w wyjściowym składzie i wystąpił we wszystkich pięciu meczach od pierwszej do ostatniej minuty, zaś jego zespół triumfował wówczas w tych rozgrywkach, pokonując w finale Turcję (2:1). Kilka tygodni później został powołany na Igrzyska Olimpijskie w Londynie, podczas których był jednym z ważniejszych punktów pierwszego składu – rozegrał wówczas cztery z sześciu spotkań, z czego trzy w wyjściowej jedenastce. Meksykanie zdobyli wówczas jedyny złoty medal dla swojego kraju na tych igrzyskach, pokonując w finale męskiego turnieju piłkarskiego faworyzowaną Brazylię (2:1).